# Distretto di Hai
Il distretto di Hai  è un  distretto della Tanzania situato nella regione del Kilimangiaro. È suddiviso in 17 circoscrizioni (wards) e conta una popolazione di 222 792 abitanti (censimento 2022).

## Suddivisione amministrativa
Il distretto è diviso nelle seguenti circoscrizioni (wards), tra parentesi gli abitanti (censimento 2022):
Circoscrizioni:
1. Bomang'ombe (17 883)
2. Bondeni (16 182)
3. Hai Mjini
4. KIA (12 732)
5. Machame Kaskazini (24 151)
6. Machame Kusini
7. Machame Magharibi (4 827)
8. Machame Mashariki (11 985)
9. Machame Narumu (11 031)
10. Machame Uroki (9 761)
11. Masama Kati (10 298)
12. Masama Kusini (18 524)
13. Masama Magharibi (9 646)
14. Masama Mashariki (12 904)
15. Masama Rundugai (16 475)
16. Mnadani (20 327)
17. Muungano (19 655)
18. Romu (15 192)
19. Weruweru (9 426)